# Loom Bielefeld
Das Loom Bielefeld ist ein am 26. Oktober 2017 eröffnetes Einkaufszentrum des Betreibers ECE Marketplaces GmbH & Co. KG. in Bielefeld im Stadtteil Mitte unmittelbar in die Fußgängerzone zwischen Bahnhofstraße, Stresemannstraße und Zimmerstraße integriert.

## Geschichte
Im Jahr 2011 übernahm ECE die 1977 erbaute City Passage in der Bielefelder Innenstadt. Das Management entschied, die City Passage abzureißen und ein neues Einkaufszentrum zu bauen. Die Bauarbeiten begannen im Oktober 2015. Die Baukosten betrugen 135 Millionen Euro. Nach zwei Jahren Bauzeit eröffnete das Einkaufszentrum im Oktober 2017.
Der Name Loom (engl. Webstuhl) soll Bezug auf die historische Geschichte des Standorts nehmen, an dem sich einst die erste Nähmaschinenfabrik Bielefelds befand. Bielefeld selbst war lange Zeit ein Zentrum der Leinenindustrie. Nach einer Meinungsumfrage wurde dem Namen „Loom“ mit Mehrheit zugestimmt.

## Lage
Das Einkaufszentrum befindet sich innerhalb der Fußgängerzone der Bielefelder Innenstadt zwischen dem Hauptbahnhof und der aus Richtung Bahnhof am Jahnplatz beginnenden Altstadt.

## Architektur
Im Mittelpunkt des Gebäudes steht eine ellipsenförmige Plaza über 4 Etagen, die von einer 24 Meter langen Rolltreppe überbrückt werden. Das Thema Leinen wird an vielen Stellen architektonisch und in der Ausstattung aufgegriffen.

## Belegung
Auf einer Fläche von insgesamt 26.000 Quadratmetern präsentierten sich zur Eröffnung 110 verschiedene Geschäfte. Größter Anbieter ist der Textil-Discounter Primark, der über 5.000 Quadratmeter auf drei Etagen belegt. Weitere größere Läden sind Smyths Toys (zur Eröffnung noch Toys “R” Us), Bershka, Pull & Bear, Superdry und die Supermarktkette Rewe. Ein eigener Bereich wurde für die derzeit neun Fast-Food-Restaurants angelegt, die sogenannte „Loom Kitchen“.

## Galerie

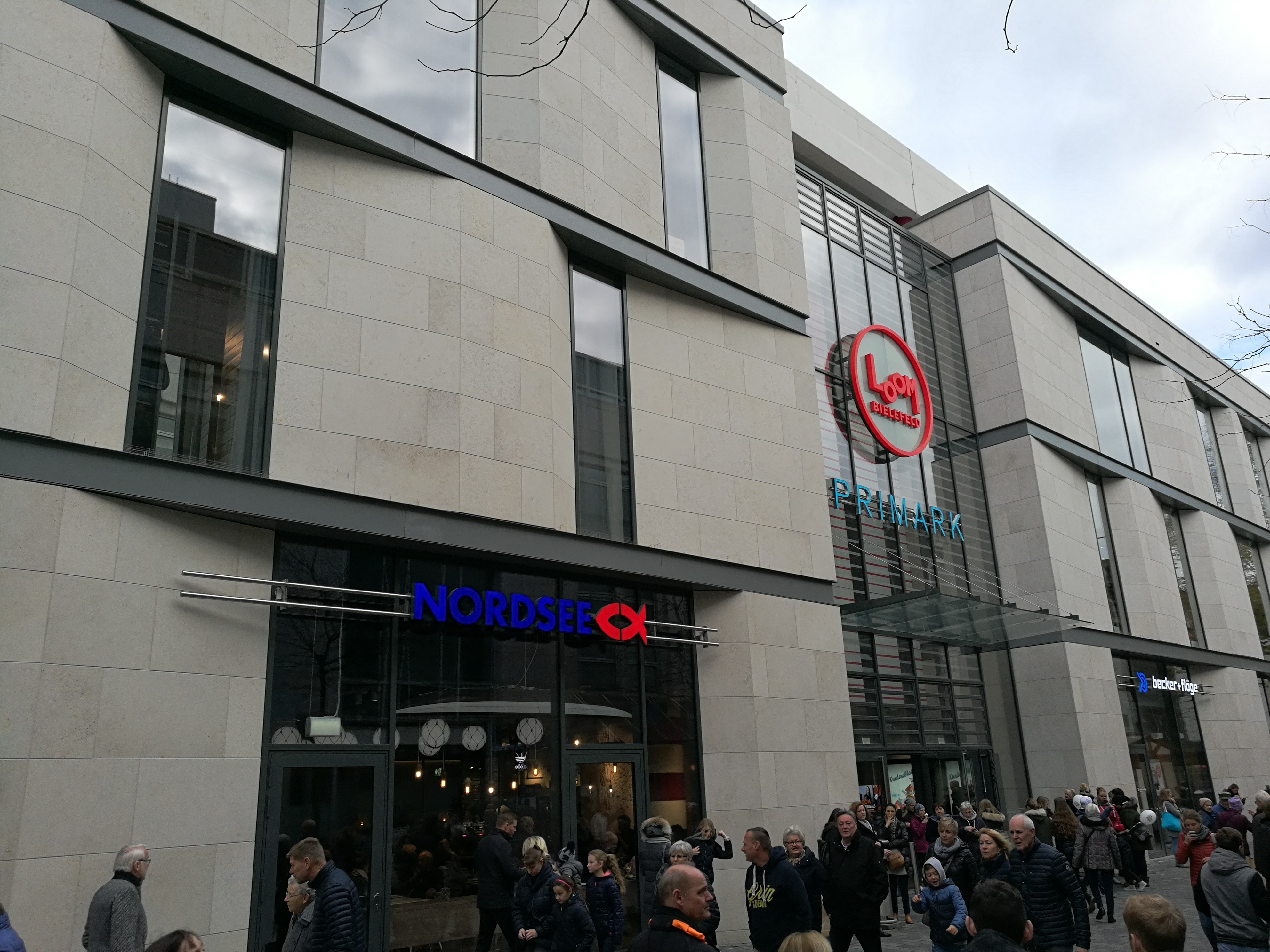
Loom Bielefeld Haupteingang
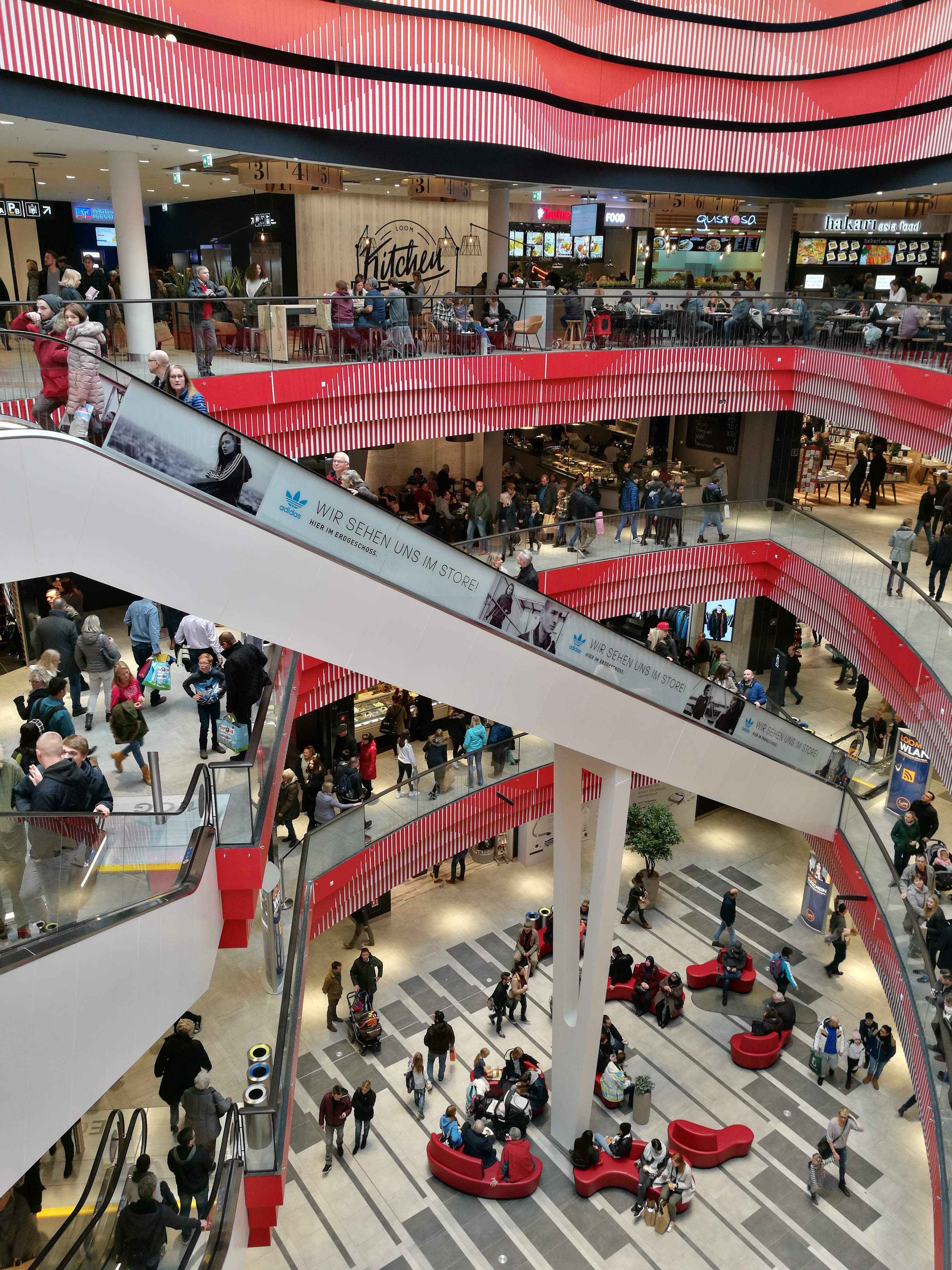
Loom Bielefeld Plaza
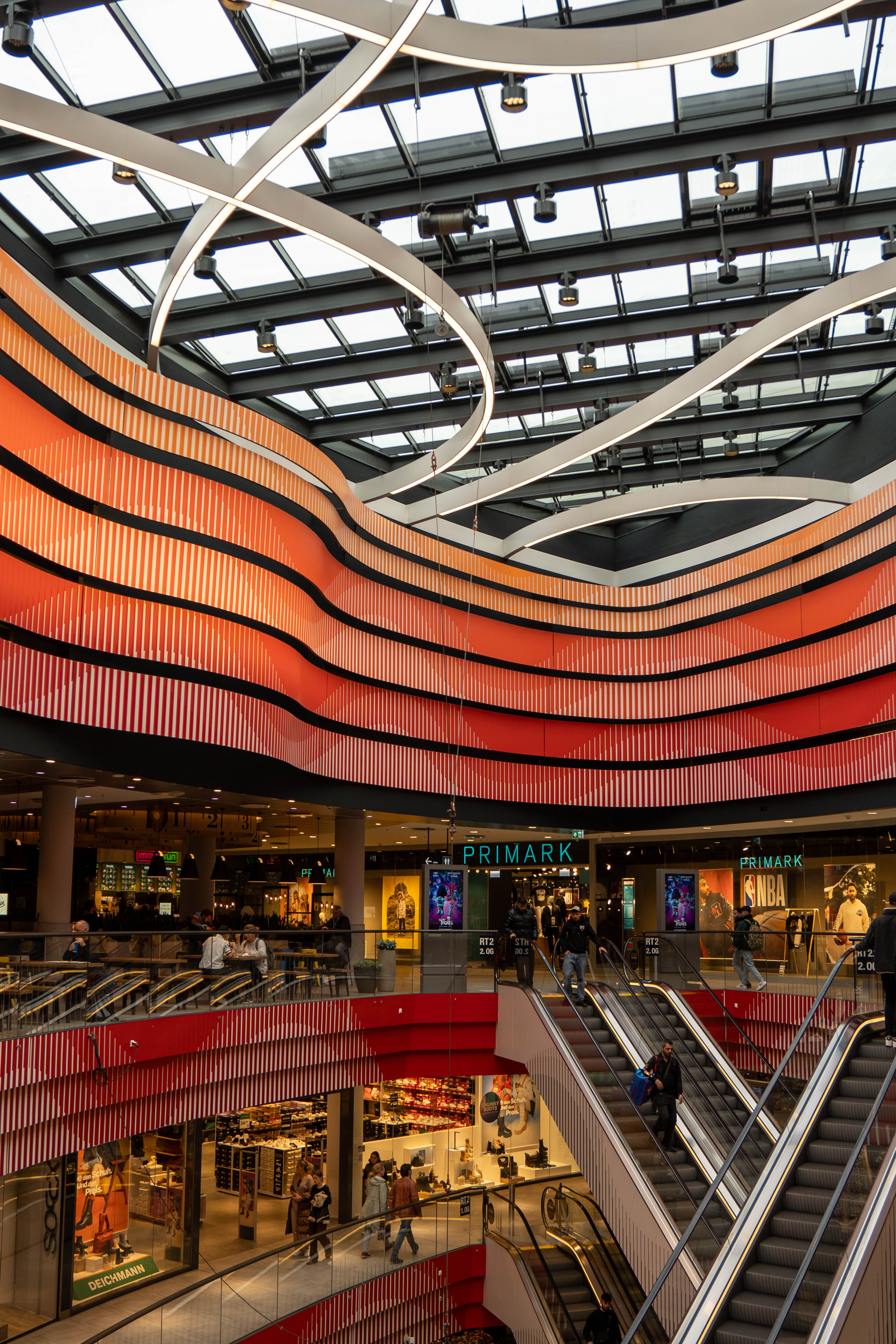
Die Deckenkonstruktion des Looms